# 정철 (조선 군인)
정철(丁哲, 생년 미상 ~ 1595년)은 조선 중기의 무신이다. 본관은 창원, 자는 사명(士明), 호는 청은(靑隱).

## 생애
정철은 1585년(선조 18) 무과에 급제하였다. 1592년 임진왜란 당시에는 수문장(守門將)에 재임하였다. 1593년 순천부사 김언공(金彦恭)과 함께 진주 제석당산성(帝釋堂山城)에 주둔하여 전공을 세워 초계군수에 제수되었다.

## 가계
정철의 7대조로는 성균관사성 정득우(丁得雨)가 있다.
- 조부 : 월천공 정계생(丁戒生)
  - 부 : 통사랑 정순원(丁舜元)
    - 동생 : 정린(丁麟)
      - 조카 : 정언신(丁彦愼)